# Place de l'Éperon
La place de l’Éperon est une place située en centre-ville du Mans.

## Situation et accès
Elle est le point convergeant du sud de la Cité Plantagenêt, du nord du quartier Saint-Nicolas et de l'est du quartier des Halles. Depuis 2007, la place est desservie par la ligne 1 du tramway.

## Origine du nom
Son nom est resté en mémoire d'un ancien éperon adjacent à la muraille, qui aurait été bâti sur la place au XVIe siècle

## Historique
La place est d'abord connue par la tradition locale qui voit la naissance du christianisme manceau par le miracle de l'apôtre Julien faisant apparaître une source d'eau. Y est restée en souvenir la plaque de la fontaine Centonomius, placée environ à 3 mètres en dessous du sol, ce qui était l'élévation de la place à l'époque romaine. Elle fut ensuite un point militaire stratégique lors des guerres de Religion, au XVIe siècle. Puis, comblant le vide entre les bourg haut et le bourg bas de la ville, elle deviendra une importante place commerciale, profitant au XIXe siècle, de la présence proche de la place des Halles. Dans la seconde moitié du XXe siècle, elle sera délaissée en tant que place de marché au profit de la place de la République.

### La place durant la ville fortifiée
Au nord-est de la place, se trouve un point d'accès au Vieux-Mans, non loin de l'ancien grenier à sel. Cette entrée était une intersection importante. On fit bâtir vers 1350, une porte et un pont-levis, qu'on appellera plus tard "Vieille porte". À cette porte furent bientôt adjoints deux grandes tours de garde avancées. En 1671, on constate que le pont levis est en très mauvais état et que les charrettes faillent à être prolongées lorsqu'elles passent sur le pont, qui n'est jamais bien loin de céder. Il faut dès lors le rénover. La rue prend ensuite le nom d'une auberge qui se situe en marge de la porte: c'est dès lors la rue de la rose. La porte est définitivement détruite en 1692.

### Naissance de la place de l'Éperon
La place de l'Éperon naît grâce à Henri IV, qui fait le siège en dehors des murs sud de la ville médiévale. Les chefs huguenots eux, sont réfugiés dans leur bastion de la place Saint-Pierre, notamment près du Petit-Louvre, fief de toujours des chefs protestants de la ville. Henri IV fait bâtir à l'endroit actuel de la place, une sorte de place de commandement armé. Une fois cette bataille contre les huguenots remportés, on détruit le bastion en forme d'éperon. Les restes jonchant le sol ne sont pas déblayés et ils servent bientôt à combler les fossés de l'ancien pont-levis de la cité. Des demeures sont bientôt bâties dessus. En 1740, la place est aménagée comme il se doit avec de nombreux ormeaux.

### Une place de commerce
La place de l'Éperon fut pendant des siècles un haut lieu du commerce manceau avec marchés et artisans avant de devenir de nos jours un lieu de convivialité avec de nombreux bars.

### Les premiers commerces: les boucheries

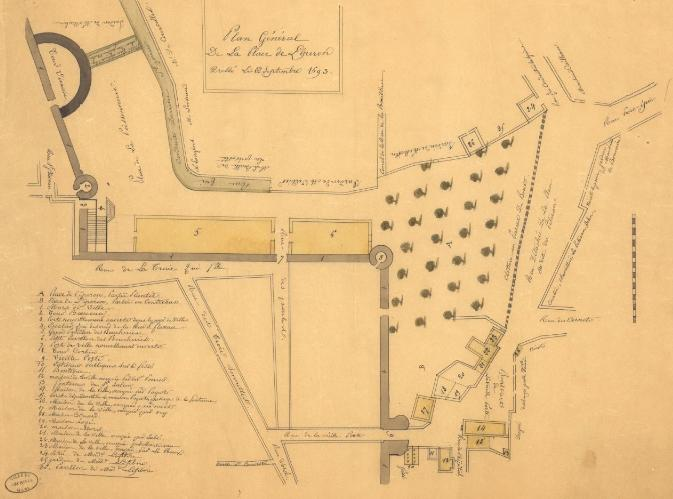
Plan de la place en 1693

Du XIII au XVe siècle, la place est le lieu d'un vaste marché aux bœufs. Les guerres viennent bientôt faire cesser toute activité commerciale sur ce fronton de la ville. Les services de boucherie, de volaille et de poissonnerie sont alors cantonnés à la place Saint-Pierre, lieu du pouvoir comtal. Un arrêt du 14 janvier 1692 autorise l'aplanissement de l'Éperon et prévoit l'installation d'une poissonnerie, d'un marché au bois, mais aussi de nouveaux locaux pour les boucheries municipales. Afin d'aménager au mieux la place, on perce les murailles et on ouvre une nouvelle porte munie de vantaux de bois: c'est l'escalier des boucheries. La nouvelle poissonnerie est réalisée à proximité, juste en contrebas de la tour du bourreau. Quant aux boucheries, elles sont réalisées en deux temps. La rue des poules sépare les deux corps de bâtiments que sont la grande boucherie et la petite boucherie. Dans la grande boucherie, 29 bouchers y travaillent avec chacun un petit cabinet. On pave bientôt les alentours des boucheries. Synonyme d'urbanisation nouvelle, le pavage est effectué en 1693. Dès 1823, les bouchers peuvent désormais établir leur commerce à leur domicile, y compris le découpage de la viande. La grande réalisation est abandonnée. En 1827, on y ouvre le marché au chanvre. Les bouchers font leur retour dans les locaux en 1871, seulement pour y vendre leur viande. Mais vers 1900, les bouchers déserteront de nouveau vers le nouveau marché couvert des Halles.

### Une place de marchés
À la fin du XVIIe siècle, la place est affublée du nom de "place du nouveau marché". Il s'y tient en effet les ventes publiques de bois de chauffage. Des bois de toutes sortes y étaient vendus. Bientôt, on y fait le commerce des pommes de pin. Au XVIIIe siècle, ce commerce fait recette et de nombreux porteurs s'engagent à transporter le tout au domicile des clients. Les gros marchands viennent simplement avec leurs comptes. Le gros bois reste chez eux et la livraison se fait hors des jours de marché qui sont le mardi et le jeudi. Les denrées ne sont pas encore vendues place de l'Éperon. Jusqu'à la fin du XVIIe siècle, c'est la place des Halles (décrite par Scarron dans le Roman Comique) qui en profite. Les auberges sont alors nombreuses autour de cette place. Pour ne pas trop surcharger les différentes parties de "la nouvelle ville", le marché alimentaire se tient le vendredi, jour ou le marché de l'Éperon est fermé. À la fin du XVIIIe siècle, le capharnaüm de la place des halles est devenu insupportable. On décide de disperser les différentes espèces de marchés à travers la ville. Les fruits et légumes se retrouvent propulsés place Saint-Pierre, les animaux vivants sont priés de se vendre place du Gué-de-Maulny. Les produits les plus odorants (cochons vivants ou morts), sont parqués en contrebas, près des fossés de Saint-Pierre. Les vendeurs de bœufs, de chevaux, de chèvres ou encore de moutons, font quant à eux, la nouvelle réputation de la place du jet-d'eau et de la place des Jacobins. Ce n'est qu'en 1840 que les fruitiers investissent la place de l'Éperon. Le marché des fruitiers et laitiers s'y tient une fois par semaine pendant environ un siècle. Ce n'est qu'après la Seconde Guerre mondiale que les marchés ne s'y tiendront plus. La place deviendra un lieu de circulation automobile, bien que conservant parkings et cafés animés.

### Le théâtre de la petite boucherie

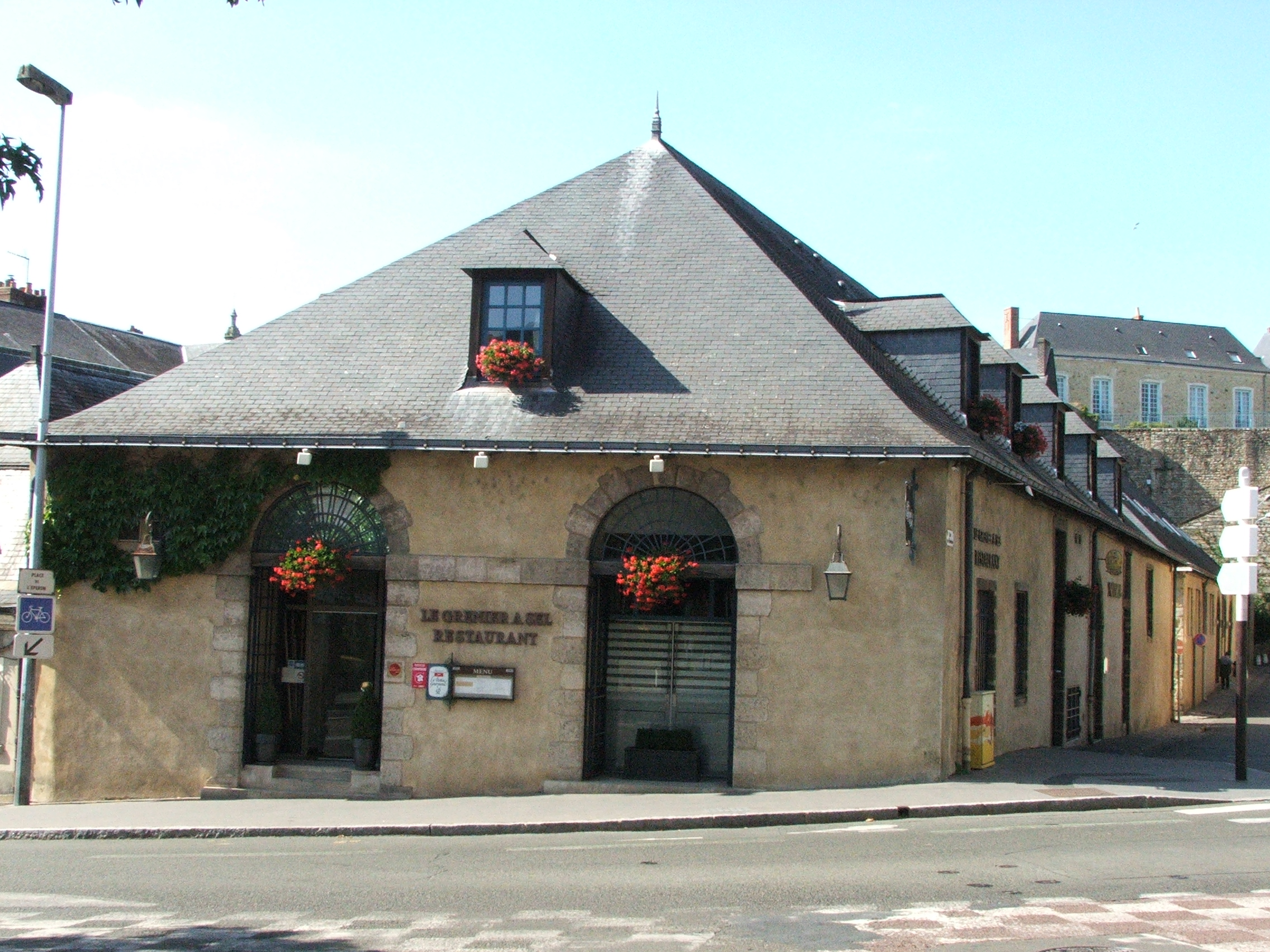
L'ancien théâtre de la comédie

La petite boucherie, dont nous avons parlé, faisait environ la moitié de la taille de la grande boucherie. Vu ses dimensions réduites et les conditions de travail peu agréables, elle fut bientôt destinée à une autre activité que celle de boucherie. Transformation étonnante, elle sert de théâtre, le lieu est réaménagé pour donner naissance au "théâtre des petites boucheries". Le réaménagement obtient sa permission de la ville en 1724. On ne peut alors y jouer que des comédies. Le succès ne dure que quelques années puisque c'est le plus souvent un simple marionnettiste qui s'y produit dans les années 1730. Le nouveau théâtre de la comédie fait bientôt l'objet d'une réhabilitation. La municipalité souhaite y ouvrir un nouveau grenier à sel. Malheureusement, l'enceinte est trop étroite et la ville l'agrandit en le prolongeant dans le sens de la longueur vers la place de l'éperon. Cet allongement amène à la destruction d'une autre des tours centenaires de la muraille : la tour du Corbin. En 1736, le bail est accepté et la construction a un prix modique. Après la Révolution, la gabelle disparaît. L'ancien théâtre et grenier à sel deviendra un simple commerce.